# Años 40
Los años 40 o década del 40 empezó el 1 de enero del 40 y terminó el 31 de diciembre del 49.

## Acontecimientos
- Se escribe en Judea el evangelio de Mateo.
- 41: Claudio sucede a Calígula como emperador de Roma.
- 43: El general romano Aulo Plaucio, al mando de cuatro legiones, inicia la invasión de Britania por orden del emperador Claudio. Fundación de Londinium.
- Pomponio Mela escribe su obra De Chorographia.
- Se calcula entre el 41 y el 48 la concesión a Baelo (Bolonia, en lo que hoy es la provincia de Cádiz, España) el estatuto de municipium civium Romanorum.[1]
- Durante el reinado de Claudio acaban las emisiones de moneda por parte de las casas de moneda hispanas.[2]

## Personas destacadas
- Calígula, emperador romano (37-41).